# ヴィエ
「ウ"ィ"エ"」は、YouTuber/Vtuberのバーバパパが2020年7月22日にリリースした楽曲。

## 概要
映像に出演、参加しているキャラクターは中山昌亮のホラー漫画『不安の種+』のキャラ、おちょなんさんをモチーフにしている。
2021年8月1日にHIKAKINがYouTubeでこの楽曲のオマージュMVをアップ、話題となった。
バーバパパは本楽曲について、2,3日で作ったものだと述べている。